# Preboreal (período)
El Preboreal es una etapa de la época holocena. Es precedido por el Pleistoceno tardío y sucedido por el  Boreal. Duró de hace 10.300 años a hace 9.000 en años medidos por radiocarbono, o desde hace 10.000 a hace 8250 a. C. en años del calendario gregoriano. Es la primera etapa del Holoceno.
El Holoceno no ha sido formalmente dividido por la IUGS. Como resultado, el Preboreal es sólo una propuesta, y como las técnicas de estratigrafía y datación han mejorado desde esta propuesta de 1972, las fechas serían diferentes si se propusieran hoy. En cambio, otros han comenzado a utilizar los términos temprano, medio y tardío, que estrictamente debe ser superior, medio e inferior para el Holoceno. Si se usara esta terminología, el prebóreo sería reemplazado por el Holoceno Inferior que sería de 11,7 - 8,2 ka B2K.